# موزه ملی سوئیس

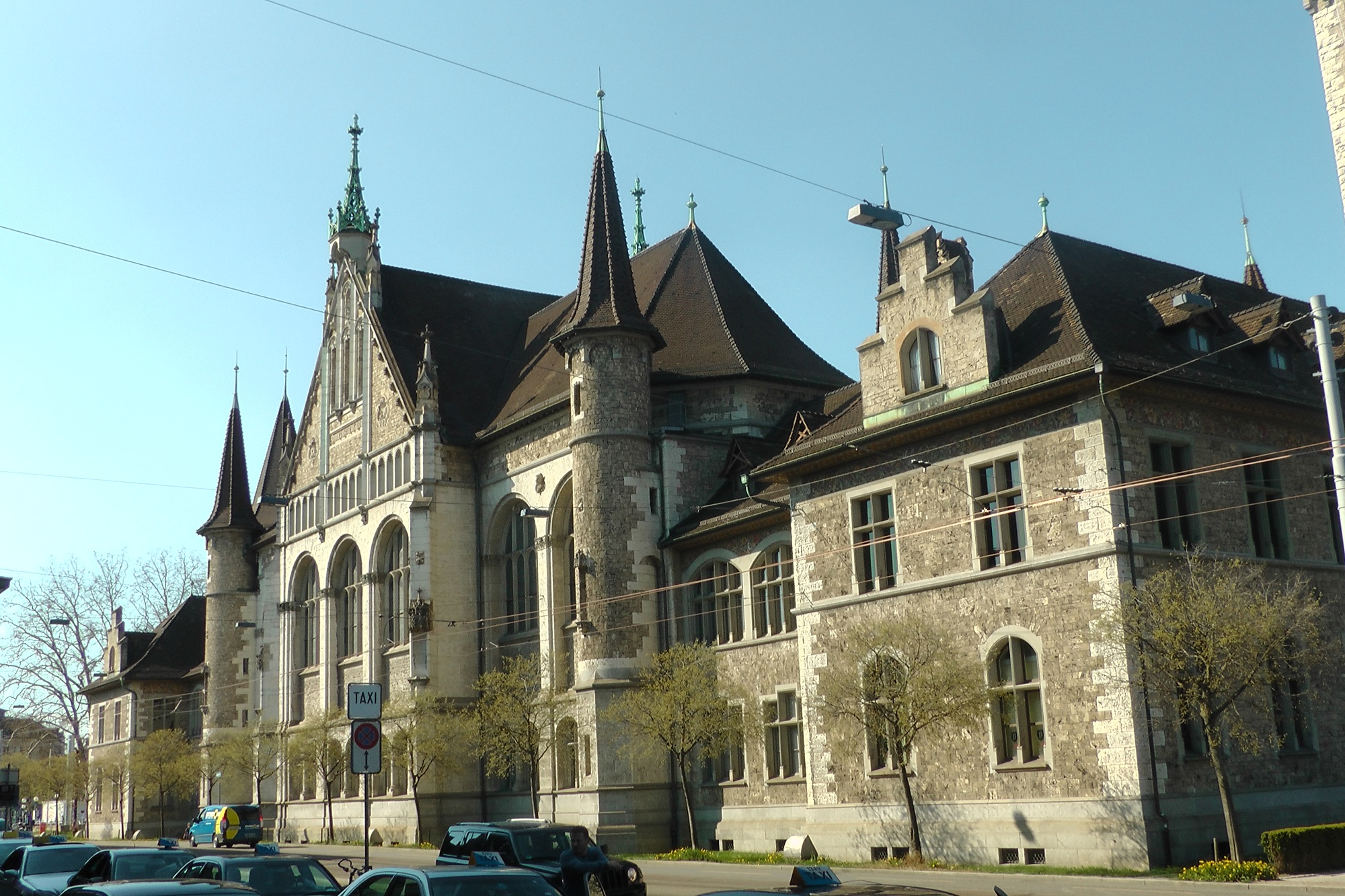
«موزه ملی سوییس» در زوریخ

«موزه ملی سوییس» (نام انگلیسی: Swiss National Museum، نام آلمانی: Landesmuseum Zürich) یکی از مهمترین موزه‌های تاریخ هنر در اروپاست که در زوریخ، بزرگترین شهر سوییس قرار دارد.
ساختمان موزه در سال ۱۸۹۸ توسط گوستاو گول به شیوه معماری فرانسوی در دوره رنسانس ساخته شده است.
در این موزه بیش از هشتصد و بیست هزار اثر نگهداری می‌شود.